# بیمارستان آمریکایی پاریس
بیمارستان آمریکایی پاریس (به انگلیسی: American Hospital of Paris) بیمارستانی خصوصی در شهر پاریس فرانسه است که در ۱۹۰۶ میلادی ساخته شد.